# Mosquiter d'Ogilvie-Grant
El mosquiter d'Ogilvie-Grant (Phylloscopus ogilviegranti) és una espècie d'ocell de la família dels fil·loscòpids (Phylloscopidae). Es troba a Cambodja, Xina, Laos, Tailàndia i Vietnam. Els seus hàbitats principals són els boscos tropicals i subtropicals de frondoses humits de les terres baixes i de l'estatge montà. El seu estat de conservació es considera de risc mínim.
L'epítet específic ogilviegranti fa referència a l'ornitòleg britànic William Robert Ogilvie Grant (1863-1924).